# Danilo Lekić
Danilo Lekić (cirílico serbio: Данило Лекић; Andrijevica, 1913 - Belgrado, 1986), a veces apodado Španac (el español) fue un militar yugoslavo del siglo XX. Participó como brigadista en la guerra civil española junto al Bando republicano, y como oficial del Ejército Partisano de Liberación Nacional durante la Liberación de Yugoslavia en la Segunda Guerra Mundial. En 1951 fue nombrado Héroe del Pueblo de Yugoslavia, y ocupó cargos de relevancia en el JNA, así como de embajador en diversos países.

## Biografía

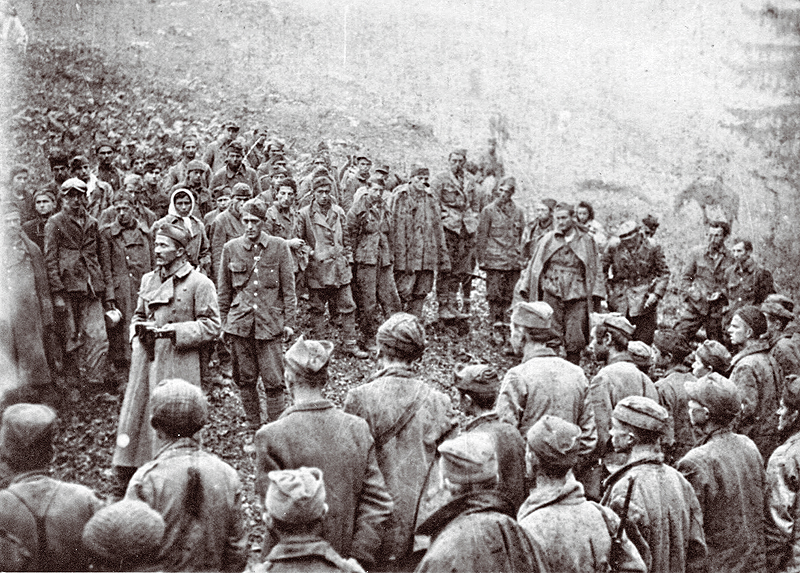
El comandante de la 1.ª Brigada Proletaria Danilo Lekić (izqda.) dirigiéndose a los combatientes en la víspera del avance en la batalla del Sutjeska, en junio de 1943.

Lekić nació en la aldea de Kralje, en Andrijevica (entonces Reino de Montenegro) el 13 de junio de 1913. Terminó la escuela primaria en su pueblo, y asistió a la escuela secundaria en Podgorica, Berane, Bitola y Tetovo. Después se matriculó en la Facultad de Filosofía de la Universidad de Skopie, donde se graduó en 1936.
Como estudiante implicado en el movimiento estudiantil revolucionario, se había unido al clandestino Partido Comunista de Yugoslavia en 1935. En 1937 partió de Belgrado hacia España como voluntario para defender la II República durante la guerra civil española. Se integró en las Brigadas Internacionales, donde le fue asignado el puesto de comandante de la Escuela de Suboficiales. A petición personal, fue trasladado a una unidad en el frente, donde alcanzó el rango de comisario político de un batallón, primero, y de la XV Brigada Internacional de agosto a diciembre de 1937.
Tras la capitulación de la Segunda República Española, en 1939, huyó a Francia, donde estuvo cautivo en varios campos de concentración. Desde allí jugó un papel destacado en la organización del regreso de los voluntarios españoles hacia Yugoslavia, donde llegó hacia 1941. Tras la Invasión de Yugoslavia por las Fuerzas del Eje, y dada su experiencia como oficial y activista político, fue nombrado comisario político del destacamento partisano de Mačva, en Serbia Central. Hasta marzo de 1942, combatió en la Serbia ocupada.
En marzo de 1942, se convirtió en comandante en jefe de la Primera Brigada Proletaria, dirigiendo con éxito la brigada en combates en Jajce, Kotor Varoš, Teslić y otros lugares de Bosnia. Entre finales de 1942 y principios de 1943, participó activamente en la Cuarta y Quinta Ofensiva Antipartisanas.
Durante 1944, fue comandante del XII Cuerpo del Ejército Popular de Liberación, combatiendo en el este de Bosnia, Montenegro y Serbia. Participó en la batallas por la liberación de Belgrado, y en la ulterior persecución en la retirada de la Wehrmacht a través del Sava y Sirmia.
Tras completar su formación en la Academia Militar Voroshilov de Moscú, ocupó diversos cargos en el Ejército Popular Yugoslavo. El 20 de diciembre de 1951 fue premiado con la Orden de Héroe del Pueblo.
De 1957 a 1969, se desempeñó en el servicio diplomático, como embajador de la República Federativa Socialista de Yugoslavia en Brasil y Egipto y jefe de la misión diplomática de Yugoslavia ante la ONU. También ocupó el cargo de secretario asistente de Estado para Asuntos Exteriores.
Falleció en Belgrado el 3 de octubre de 1986, cuando era presidente de la Asociación de Excombatientes yugoslavos en el Ejército republicano español. Por petición personal, fue enterrado en su localidad natal de Kralje, Andrijevica. Su fallecimiento se produjo días antes de la celebración del 50.º aniversario de la formación de las Brigadas Internacionales, evento en el que iba a ser homenajeado durante una gala celebrada en Belgrado.